# Noerhte Snjaptja

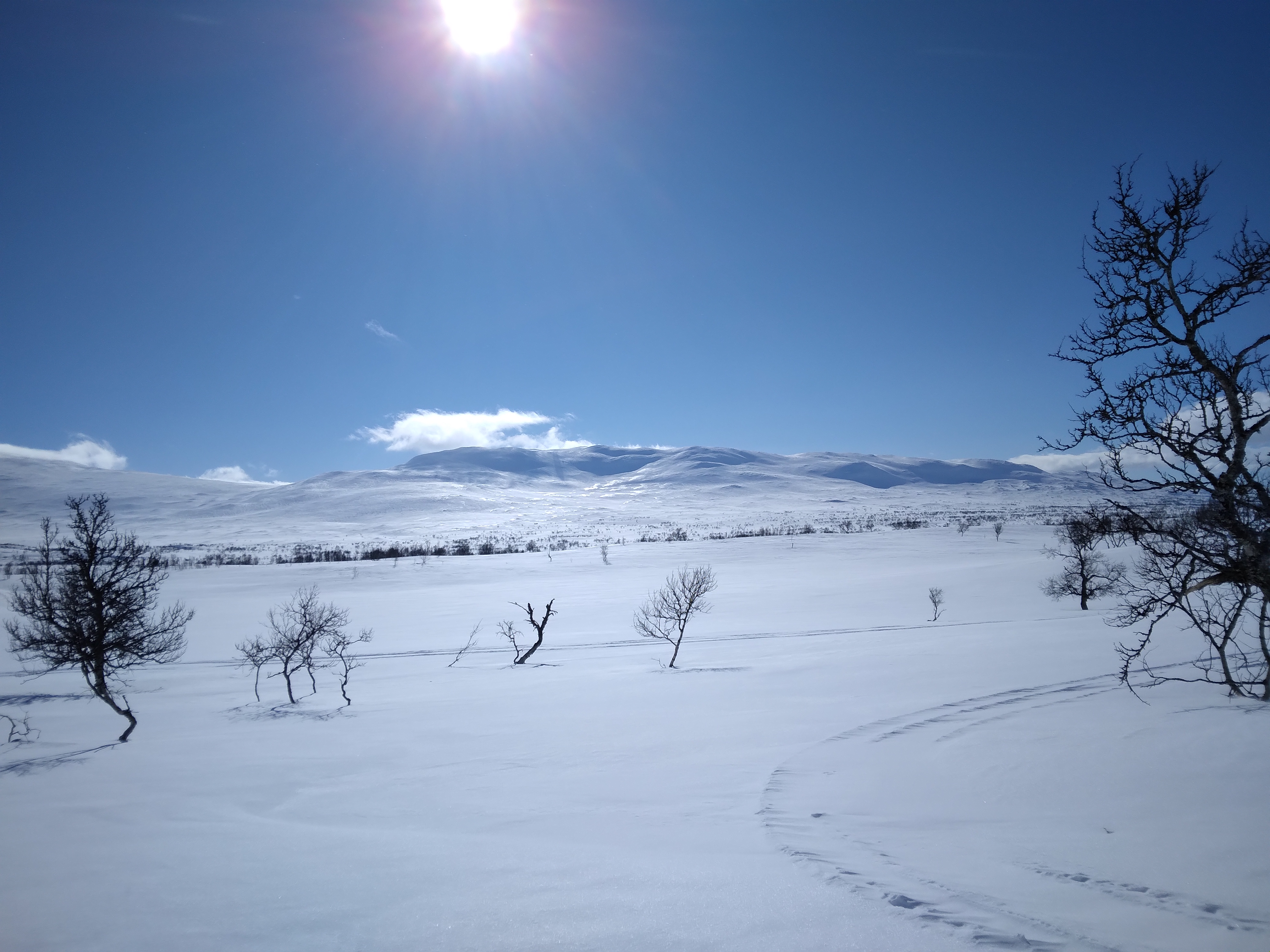
Noerhte Snjaptja sett från Sielken

Noerhte Snjaptja är ett fjäll i Frostvikens socken i Strömsunds kommun, Jämtlands län. Fjället är en del av en sammanhängande bergrygg som löper från Storfjället (Snjaptjangietjie) ovanför Tången vid Lill-Blåsjön i väster och sedan österut mot Noerhte Snjaptja, Mellanskogsfjället (Stoere Krovhte) och Krovhtenvaellie. Fjället har en höjd på 1132 meter över havet. Den kan enkelt nås från Balkesbuorke som ligger knappt 800 meter från toppen.